# Petr Zábojník
Petr Zábojník (Liberec, 3 ottobre 1980) è un ex calciatore ceco, di ruolo difensore.